# Constantino I de Constantinopla
Constantino I de Constantinopla foi o patriarca de Constantinopla de 675 a 677 d.C..